# Dennis Brothers

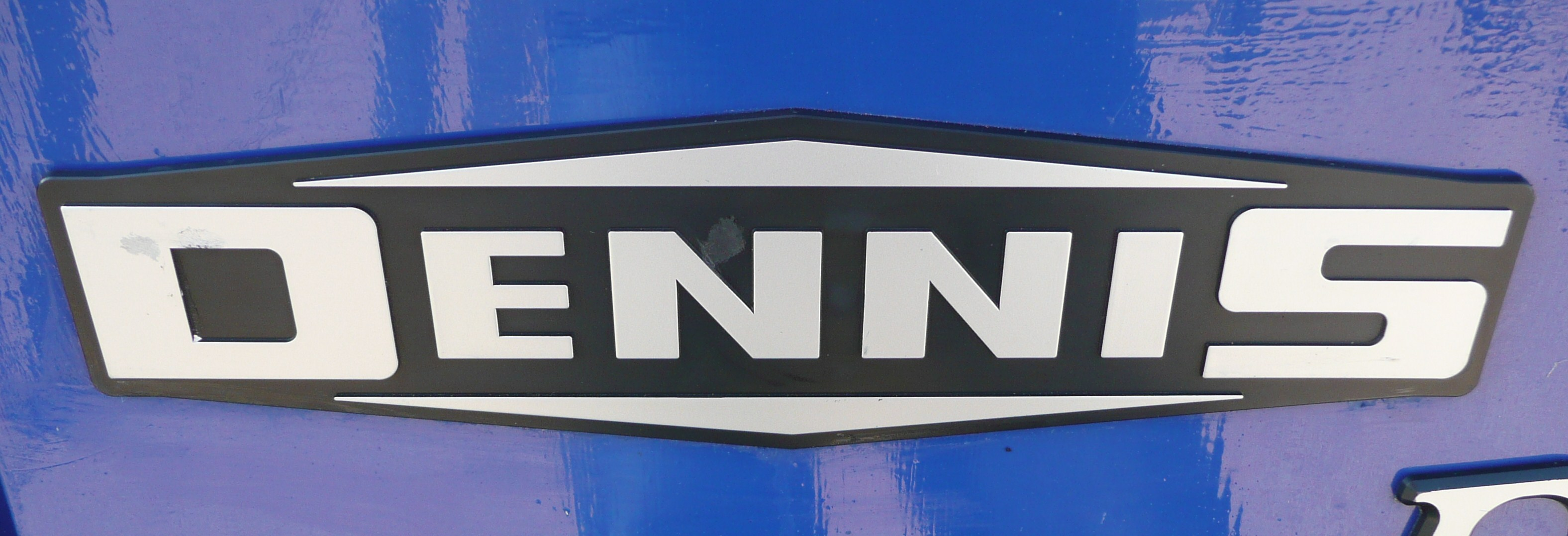
Dennis Brothers Limited

Dennis war ein britischer Hersteller von Automobilen, Lastkraftwagen und Omnibussen.

## Unternehmensgeschichte
Im Jahr 1895 eröffnete John Dennis (1871–1939) die Universal Athletic Stores in der High Street in Guildford. Zusammen mit seinem Bruder Raymond Dennis (1878–1939) produzierte er Fahrräder der Marken Speed King und Speed Queen. Sie erweiterten ihre Produktion bald auf motorisierte Dreiräder und ab 1900 auf vierrädrige Motorfahrzeuge. 1901 gründeten John und Raymond Dennis schließlich die Dennis Bros. Ltd.
Mit der Gründung von Dennis Bros. Ltd zog die Produktion in eine eigens dafür gebaute Fabrik an der Ecke Onslow Street und Bridge Street in Guildford um. Das erste Motorfahrzeug verließ die Fabrik 1902. 1903 folgte der erste Bus, danach Lieferwagen und Lastwagen und – als berühmtestes Produkt der Firma – ab 1908 Feuerwehrfahrzeuge. Dennis Fahrzeuge – vor allem Feuerwehrfahrzeuge – wurden weltweit exportiert, so zum Beispiel nach Singapur, Athen, Brisbane, Barbados, Kairo, Penang, Kuala Lumpur und Shanghai. 1907 wurde der Konkurrent Eagle Engineering aus Warwick aufgekauft, 1919 der Motorenlieferant White & Poppe.
Dennis Bros. Ltd stellte ab 1909 Krankenwagen und Saugwagen für Klärgruben und ab 1921 Müllfahrzeuge her. Während der beiden Weltkriege war die Firma vollständig in die Kriegsproduktion eingebunden. Von 1914 bis 1918 wurden mehr als 7000 Hilfsfahrzeuge produziert. Von 1939 bis 1945 wurden Churchill-Panzer, Armeelastwagen und Fahrgestelle für die Lloyd Bren Kanone produziert.
Durch starke Konkurrenz in den späten 1950er und 1960er Jahren wirtschaftlich angeschlagen, wurde die Firma 1972 von der Hestair Group übernommen und in Hestair Dennis umbenannt. Die Firma konzentrierte sich auf das Exportgeschäft und gewann den Queen’s Award for Export im Jahr 1977. In den späten 1970er Jahren kehrte Hestair Dennis erfolgreich ins nationale Geschäft zurück. 1985 erfolgte die Umbenennung in Dennis Specialist Vehicles. Sie wurde 1991 in eine neue Produktionsstätte auf dem Slyfield Industrial Estate verlegt.
1998 wurde Dennis Brothers von der Mayflower Corporation übernommen. Ein Jahr später wurde Dennis Eagle ausgegliedert und an NatWest Equity Partners verkauft. Im Jahr 2000 wurde Dennis Brothers Teil des von Mayflower gemeinsam mit Hanleys gegründeten Joint-Ventures TransBus International. Nachdem TransBus 2004 insolvent wurde, wurde es vom Busaufbau-Hersteller Alexander aufgekauft und als Alexander Dennis Limited (ADL) weitergeführt.
Das Firmenarchiv wird heute im "Surrey History Centre" aufbewahrt und kann dort auch in Teilen online eingesehen werden.

## Fahrzeuge

### Pkw

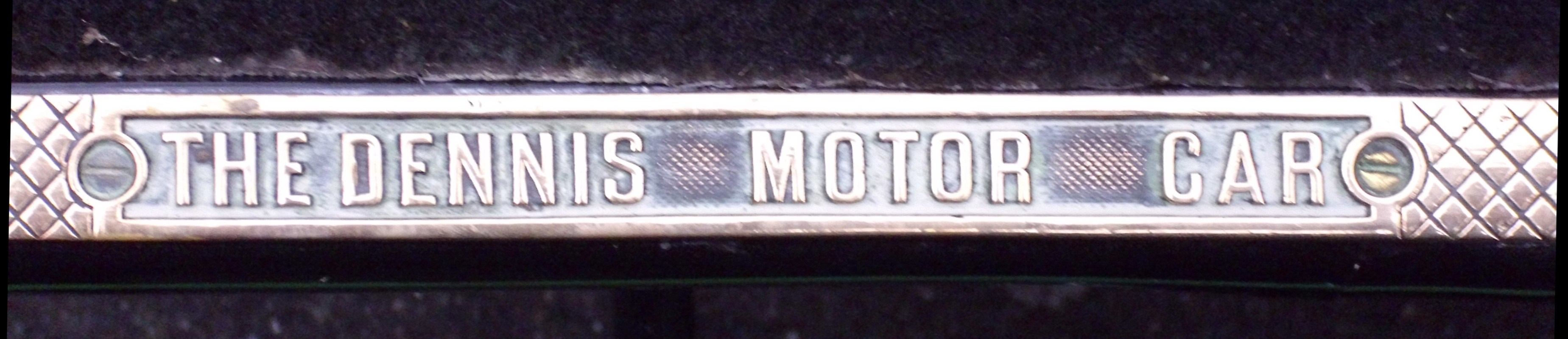
Emblem

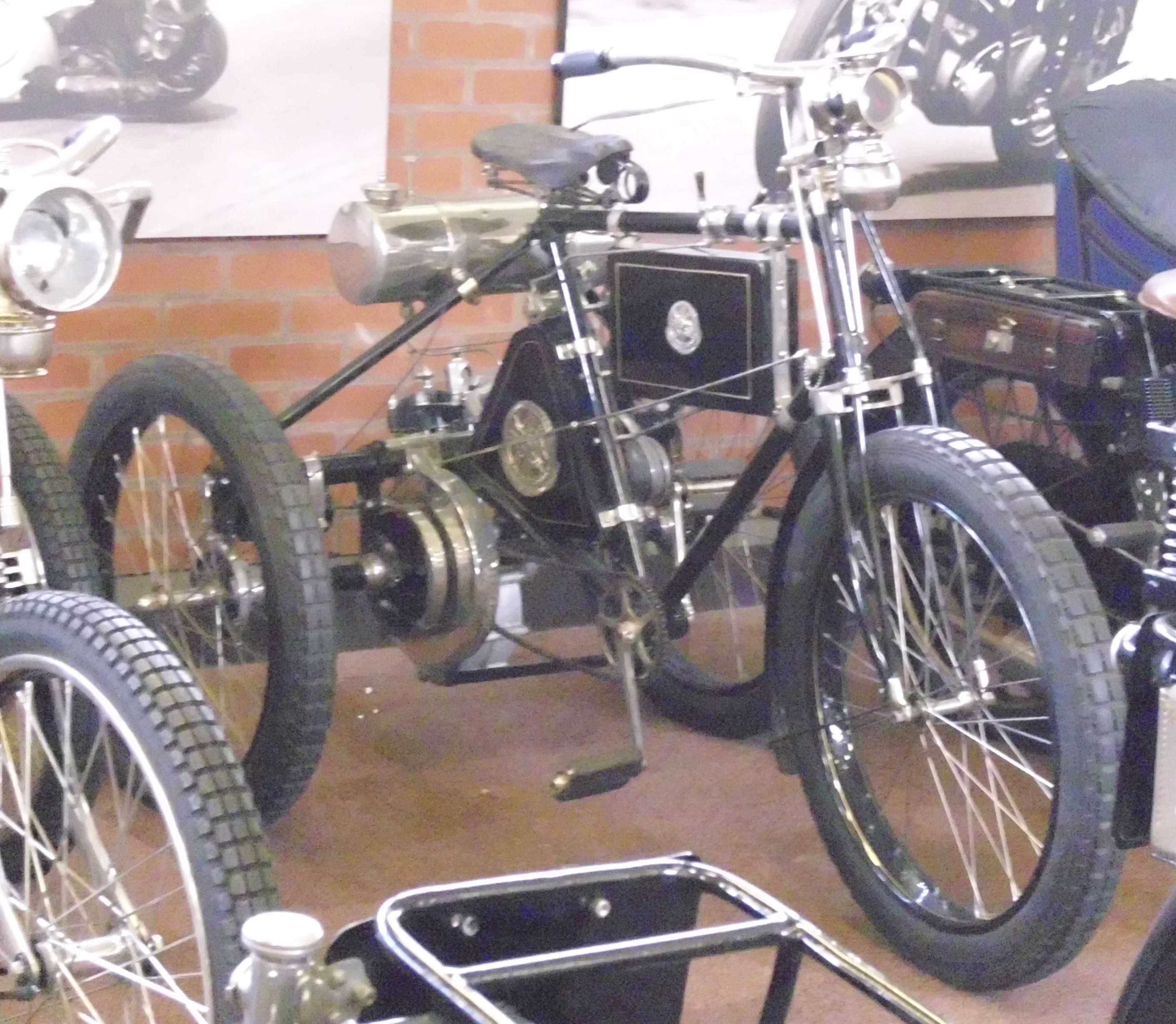
Dreirad von Dennis, vom National Motorcycle Museum auf 1898 datiert

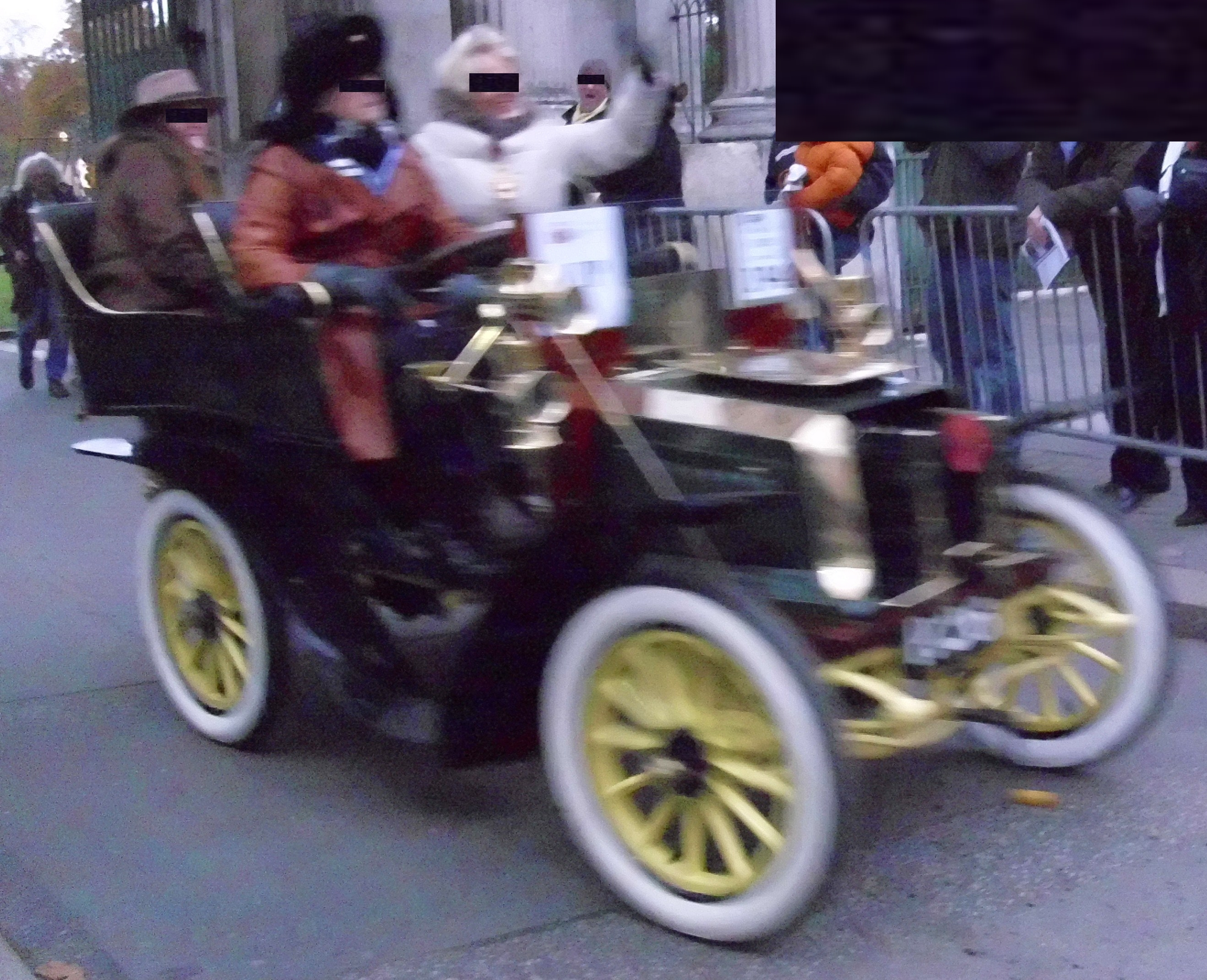
Dennis von 1902

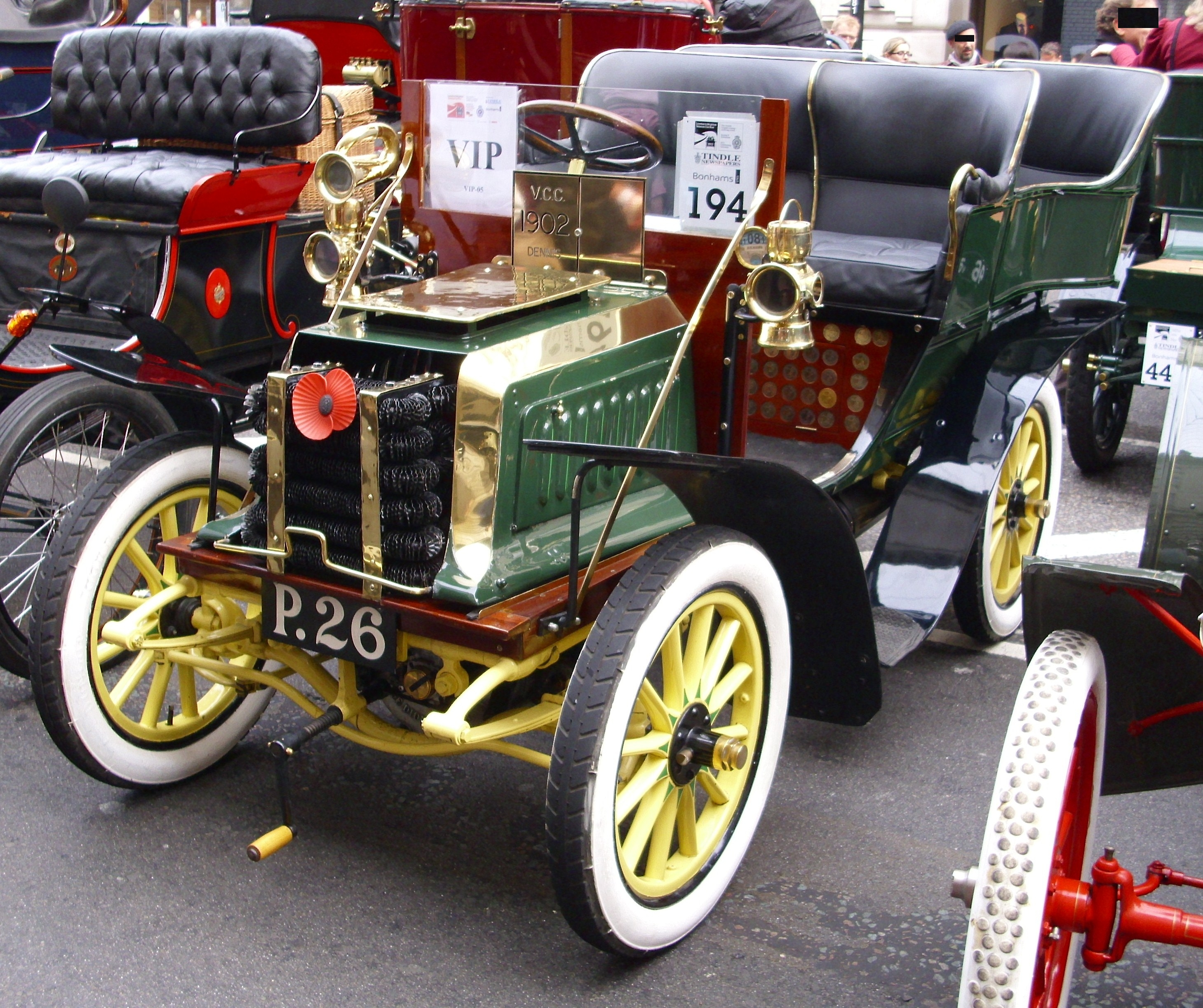
Dennis von 1902

1895 entstand das erste Kraftfahrzeug als Speed King, das zu Versuchszwecken diente.
Neben eigenen Motoren wurden auch Einbaumotoren von Aster, De Dion-Bouton und White & Poppe verwendet.
| Modell             | Bauzeit   | Zylinder | Hubraum cm³   | Bemerkung                                                            |
| Speed King 3 ½ HP  | 1895      | 1        |               | Dreirad mit zwei Sitzen für Versuchszwecke, Motor von De Dion-Bouton |
| 3 ½ HP             | 1899      | 1        | 402           | Motor von De Dion-Bouton                                             |
| 8 HP und 9 HP      | 1901–1903 | 1        | 864           | Motor von De Dion-Bouton                                             |
| 10 HP              | 1902      | 2        | 1399          |                                                                      |
| 12/14 HP und 14 HP | 1902–1906 | 2        | 2251 und 2438 | Motor von Aster                                                      |
| 16/20 HP           | 1902–1904 | 4        | 2676          | Motor von Aster                                                      |
| 14 HP              | 1905+1906 | 4        | 2009 und 2438 |                                                                      |
| 20 HP              | 1904–1908 | 4        | 3163 und 3686 | Motor von Aster                                                      |
| 24 HP und 24/30 HP | 1906      | 4        | 4675 und 4849 |                                                                      |
| 20/24 HP           | 1904      | 4        | 3119          |                                                                      |
| 15 HP              | 1907      | 4        | 3402          |                                                                      |
| 18/20 HP           | 1907      | 4        | 3686          |                                                                      |
| 30/35 HP           | 1907      | 4        | 5881          | Motor von White & Poppe                                              |
| 35/40 HP           | 1908      | 4        | 5881          |                                                                      |
| 8 HP               | 1909      | 4        | 2497          |                                                                      |
| 24 HP              | 1909      | 4        | 4562          |                                                                      |
| 28 HP              | 1909      | 4        | 4942          |                                                                      |
| 40 HP              | 1909–1911 | 4        | 6589          |                                                                      |
| 18 HP              | 1910+1911 | 4        | 2799          |                                                                      |
| 24 HP              | 1910+1911 | 4        | 4714          |                                                                      |
| 60 HP              | 1910+1911 | 6        | 9889          | einziges Sechszylindermodell                                         |
| 14 HP              | 1911      | 4        | 2212          |                                                                      |
| 20 HP              | 1912      | 4        | 3308          |                                                                      |
| 24 HP              | 1912–1915 | 4        | 4084          |                                                                      |
| 15.9 HP            | 1913–1915 | 4        | 2613          |                                                                      |
| 18 HP              | 1913–1915 | 4        | 3308          |                                                                      |

Der 20 HP von 1904 hatte einen Vierzylindermotor von Aster mit mechanischen Einlassventilen und elektrischer Zündvorrichtung. Die Wasserkühlung umfasste eine mechanisch betriebene Pumpe und einen Wabenkühler mit bandgetriebenem Ventilator. Das Getriebe hatte drei Vorwärtsgänge plus Rückwärtsgang. Die Antriebskraft wurde kardanisch per Schneckengetriebe an die Hinterachse übertragen. Eine per Seilzug betätigte Trommelbremse wirkte auf die Vorgelegewelle, eine weitere auf zwei Trommelbremsen an der Hinterachse. Der Radstand des 20 HP betrug 7 ft. 6". Der Wagen wurde mit Holzspeichenrädern (artillery wheels) geliefert.

Ein Fahrzeug dieser Marke nimmt gelegentlich am London to Brighton Veteran Car Run teil.

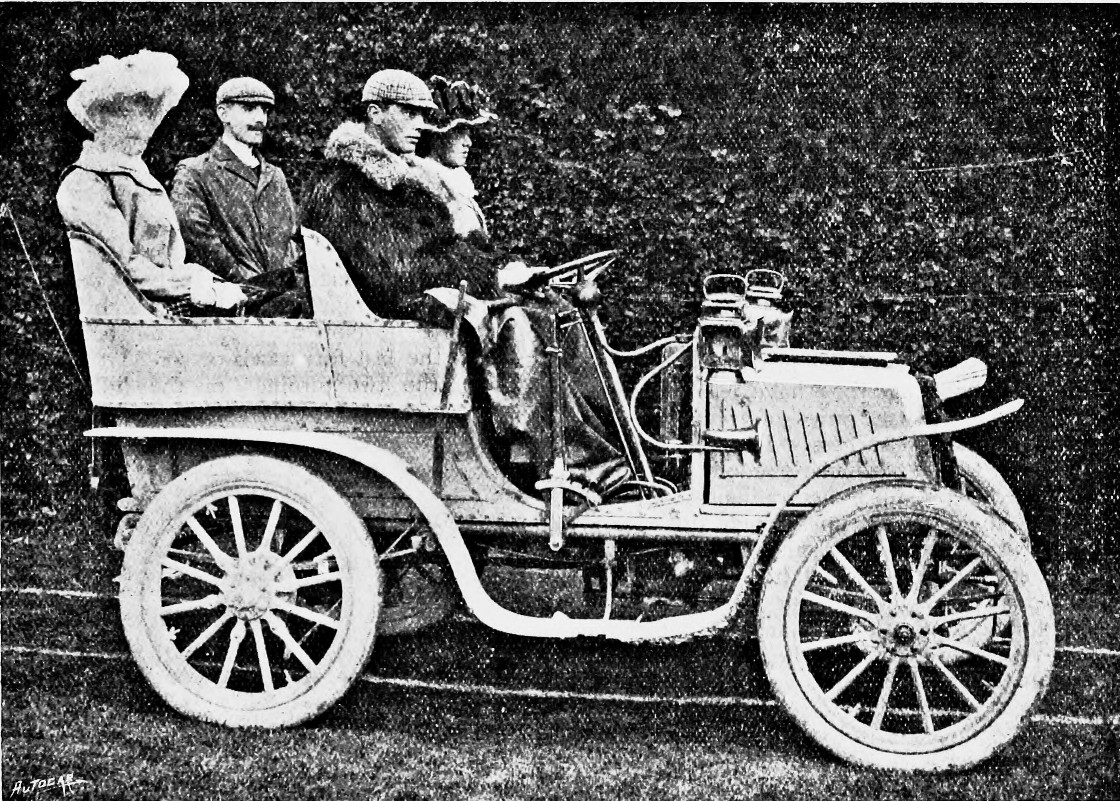
Dennis 9 HP (1902)
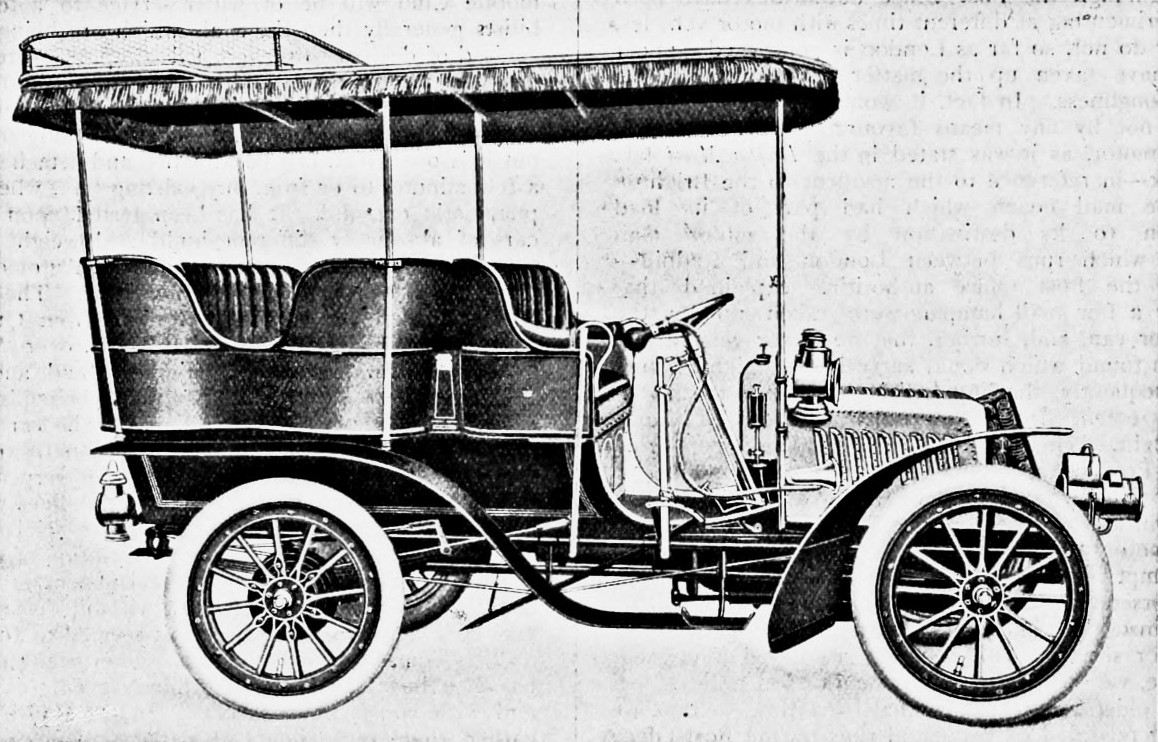
Dennis 12-14 HP (1902)
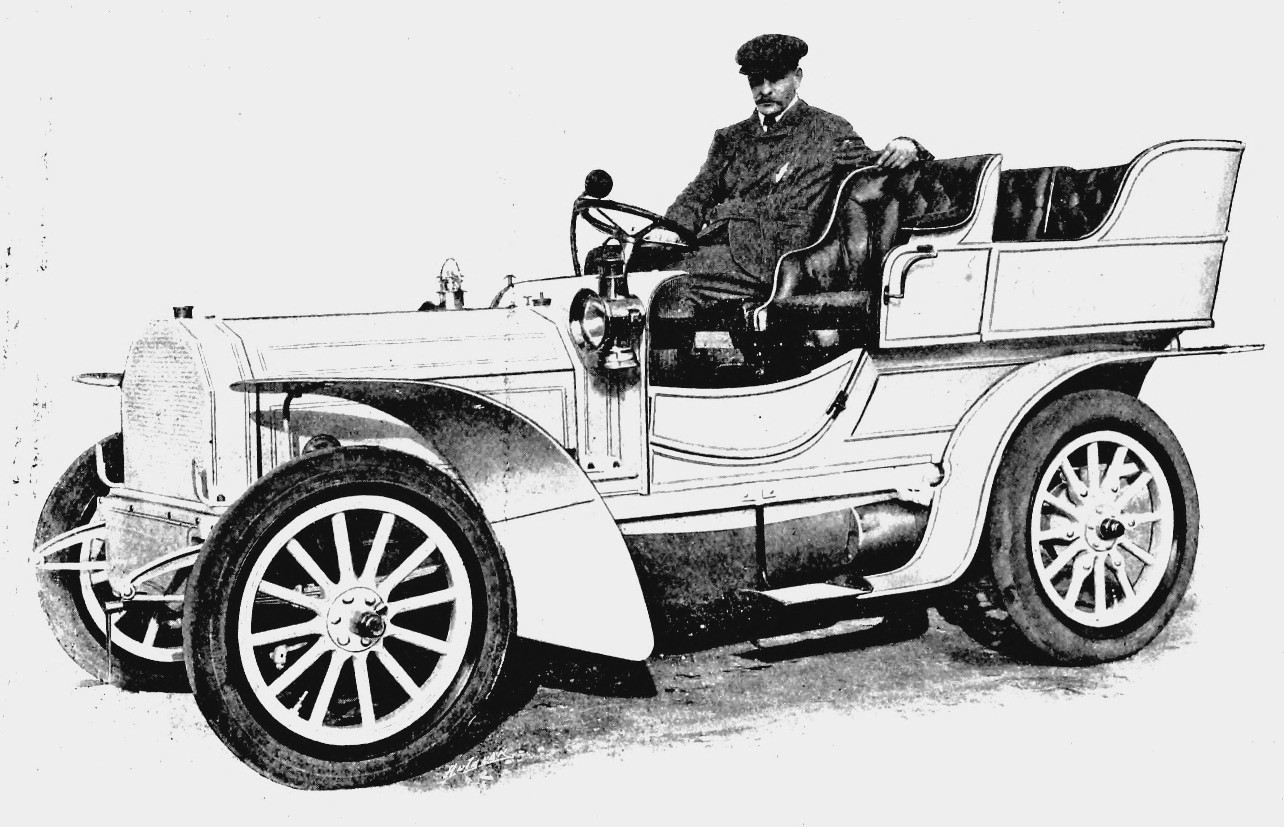
Dennis 16-20 HP (1903)

### Busse

#### Eindeckbusse
Dennis baute bereits vor und während des Ersten Weltkrieges Ein- und Doppeldeckerbusse. Dabei wurden die Aufbauten auf Lkw-Fahrgestelle gesetzt. Die eigentliche Produktion von Bussen begann Dennis 1926 mit dem Typ E, einem Eindeckbus mit vorn stehendem Motor. Das Fahrgestell war das erste, das Dennis speziell für Busse fertigte: der Rahmen lag tiefer als bei herkömmlichen Lkw-Modellen, was den Einstieg der Fahrgäste erleichterte. Zum Einsatz kam ein Ottomotor mit 5,7 l Hubraum. Das Fahrzeug besaß Luftreifen. Im Jahr 1929 erschienen die Typen ES und EV.
Ab 1927 wurden die Typen F und G produziert, ebenfalls spezielle Busfahrgestelle, die als Langhauber ausgelegt waren, 1929 folgten die Varianten FS und GL, ab 1931 war der GL auch mit einem Motor mit obenliegenden Ventilen erhältlich. 1930 folgte der (erste) Dart, 1932 erschien der erste Lancet. Bis in die 1930er Jahre war die Produktion von Dennis durch eine hohe Typenvielfalt gekennzeichnet, dabei wurden jedoch relativ kleine Stückzahlen eines Typs produziert. Innerhalb der einzelnen Typen gab es noch mannigfaltige Varianten mit unterschiedlichen Radständen und Nutzlasten. Dazu kommt noch, dass die Busse oftmals mit Aufbauten verschiedener Hersteller erhältlich waren. Die unterschiedlichen Typen wurden parallel hergestellt. Erst mit dem Lance gelangte Dennis in den Bereich größerer Stückzahlen.
Der Arrow erschien 1936. Wie alle seine Vorgänger besaß er einen vorn stehenden Motor. Der 1934 erschienene Ace, ebenfalls als Langhauber ausgelegt, war als kleinerer Bus für nachfrageschwache Strecken ausgelegt. Von ihm konnte Dennis größere Stückzahlen absetzen. Im gleichen Jahr erschien auch der Mace (Major Ace). Der Falcon und der Pike waren ebenfalls Busse mit vorn stehendem Motor, die noch vor dem Zweiten Weltkrieg erschienen.
Nach Ende des Krieges wurde die Produktion von Eindeckbussen bei Dennis nur im begrenzten Umfange fortgeführt. Zwar erschienen zahlreiche Typen, die oftmals nur in sehr kleinen Stückzahlen gebaut wurden. Dennis produzierte jedoch mit dem Loline bis 1996 einen Doppeldeckerbus in größerer Anzahl, zwischen 1966 und 1976 ruhte die Produktion von Chassis und Aufbauten für Busse bei Dennis praktisch vollständig. Mit dem Dominant und dem Lancet UF brachte Dennis Ende der 1950er Jahre erstmals Chassis auf den Markt, bei denen der Motor unterflur angeordnet war. Ergänzt wurden diese durch den Pelican als besonders leichte Ausführung. Stork und Heron waren Namen für Busfahrgestelle, die in kleinen Stückzahlen zwischen 1958 und 1960 gebaut wurden. Den Namen Pax erhielt eine Serie von Fahrgestelltypen für Minibusse, die Dennis zwischen 1964 und 1968 in sehr geringer Stückzahl produzierte. Eine Serie von 19 Bussen, die 1959 an die Kowloon Motor Bus nach Hongkong geliefert wurde, trug ebenfalls diesen Namen. Der Pax basierte auf dem jeweils aktuellen Fahrgestell des gleichnamigen Lkw von Dennis. Der Name Dart fand in den 1970er Jahren für einen Eindeckbus in Standardgröße mit vorn liegendem Motor erneut Verwendung, allerdings wurden lediglich zwei Exemplare fertiggestellt.
Von 1981 bis 1993 baute Dennis den Falcon, einen Bus in Standardgröße mit hinten stehendem Dieselmotor. Neben dem in großer Stückzahl gefertigten Linienbus entstanden auch einige Reisebusse und Doppeldecker.
Abgelöst wurde der Falcon 1991 durch den Lance, der zwischen 1993 und 1996 auch als Niederflurvariante Lance SLF erhältlich war. Die Produktion des Lance endete im Jahr 2000. Mit diesem Bus erreichte Dennis erstmals wieder größerer Stückzahlen.
In den 1980er Jahren hatte Dennis den Namen Lancet nochmals für ein Unterflur-Chassis in leichter Ausführung benutzt. Von dem Typ wurden nur 87 Stück gebaut, davon ging rund ein Drittel in den Export. Karosseriert wurden die Chassis meist als Reisebusse.
Der Dennis Dorchester war ein schwerer Reisebus, der in geringen Stückzahlen zwischen 1983 und 1988 gebaut wurde. Insgesamt fanden nur 67 Exemplare einen Abnehmer.
Abgelöst wurde der Dorchester vom Javelin, der auch die Bedford-Y-Serie ersetzen sollte, ab 1986. Sowohl als Reise- als auch als Stadtbus angeboten, konnte er sich nicht gegen den Konkurrenten Volvo B10M durchsetzen. Dennoch war er der erfolgreichste Reisebus, den Dennis jemals produzierte. Ungefähr 2500 Fahrzeuge wurden produziert.
Der Domino, 1985 erschienen, war einer der ersten Midibusse. Ausgerüstet mit einem aufgeladenen Turbomotor, Automatikgetriebe und Servolenkung, konnten von dem Bus jedoch nur 34 Stück verkauft werden.
1988 brachte Dennis unter nochmaliger Verwendung des Namens den Dart heraus, der in verschiedenen Varianten auch bei den Nachfolgefirmen achtzehn Jahre gebaut wurde. Die in verschiedenen Längen lieferbaren Fahrgestelle erhielten Aufbauten verschiedener Hersteller (z. B. Duple, Plaxton Pointer, Marshall, Wright Handybus, Northern Counties Paladin, Caetano Compas). Das Fahrwerk gab es ab 1995 auch in Niederflur-/Low-Entry-Version als Dennis Dart SLF, auch mit Aufbauten von Alexander (ALX 200), Caetano Nimbus oder East Lancs Spryte.
Die 1999 erschienene R-Serie war die letzte eigenständige Entwicklung von Dennis. Der Typ war ein Chassis für Reisebusse mit hinten liegendem Motor. Es kamen aber nur noch 98 Busse zur Auslieferung.

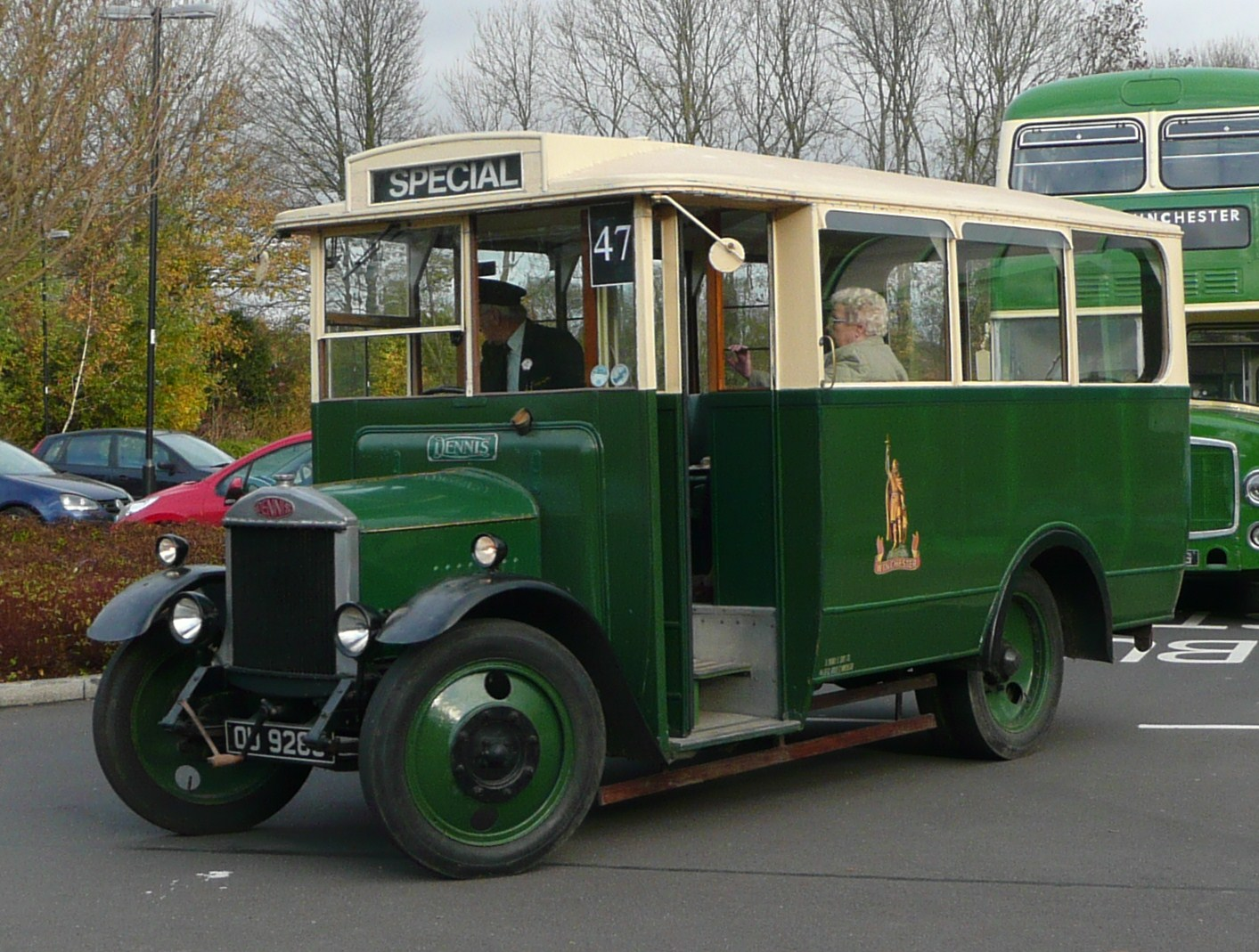
Dennis 30cwt, Baujahr 1931
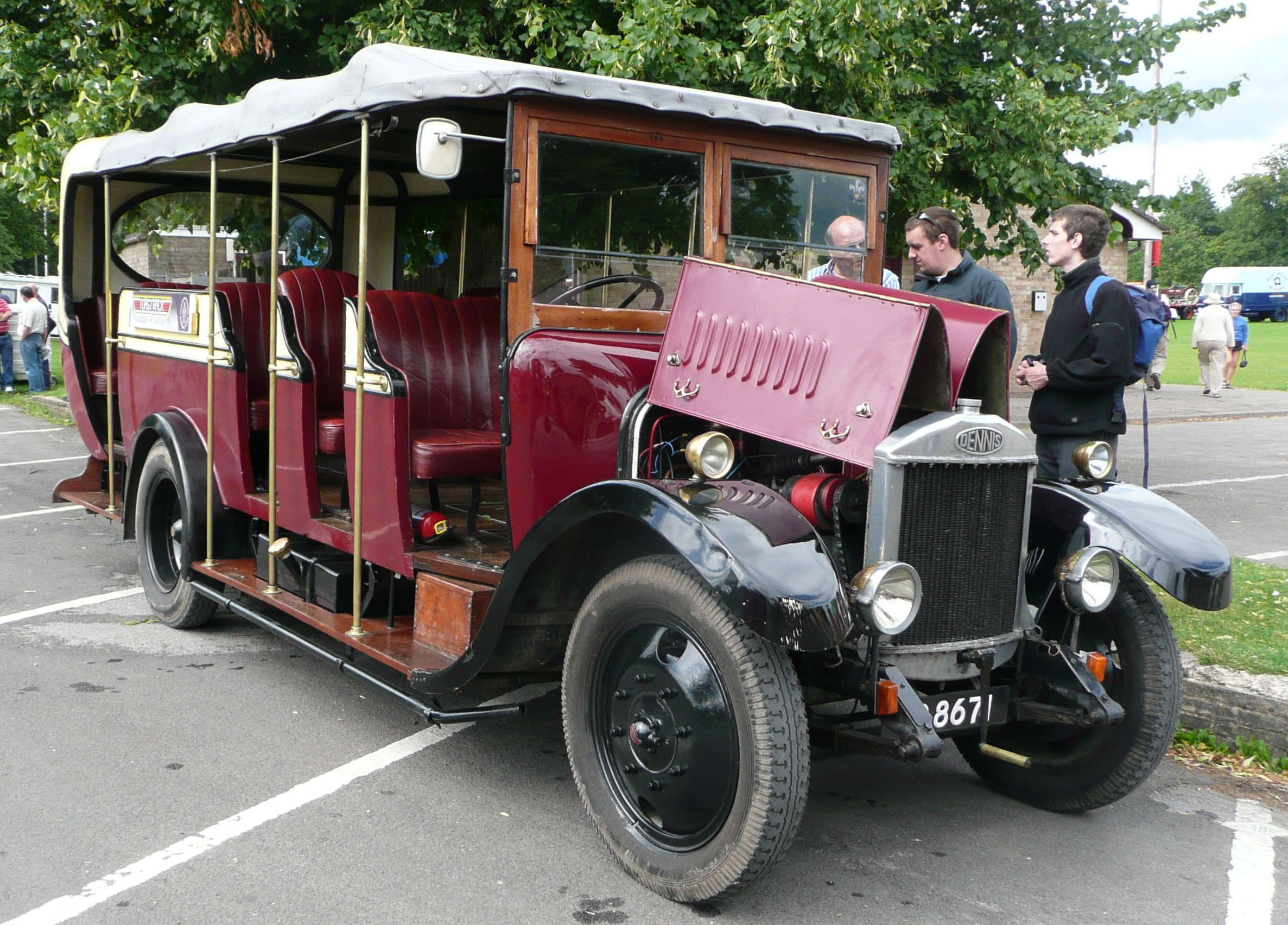
Dennis GL
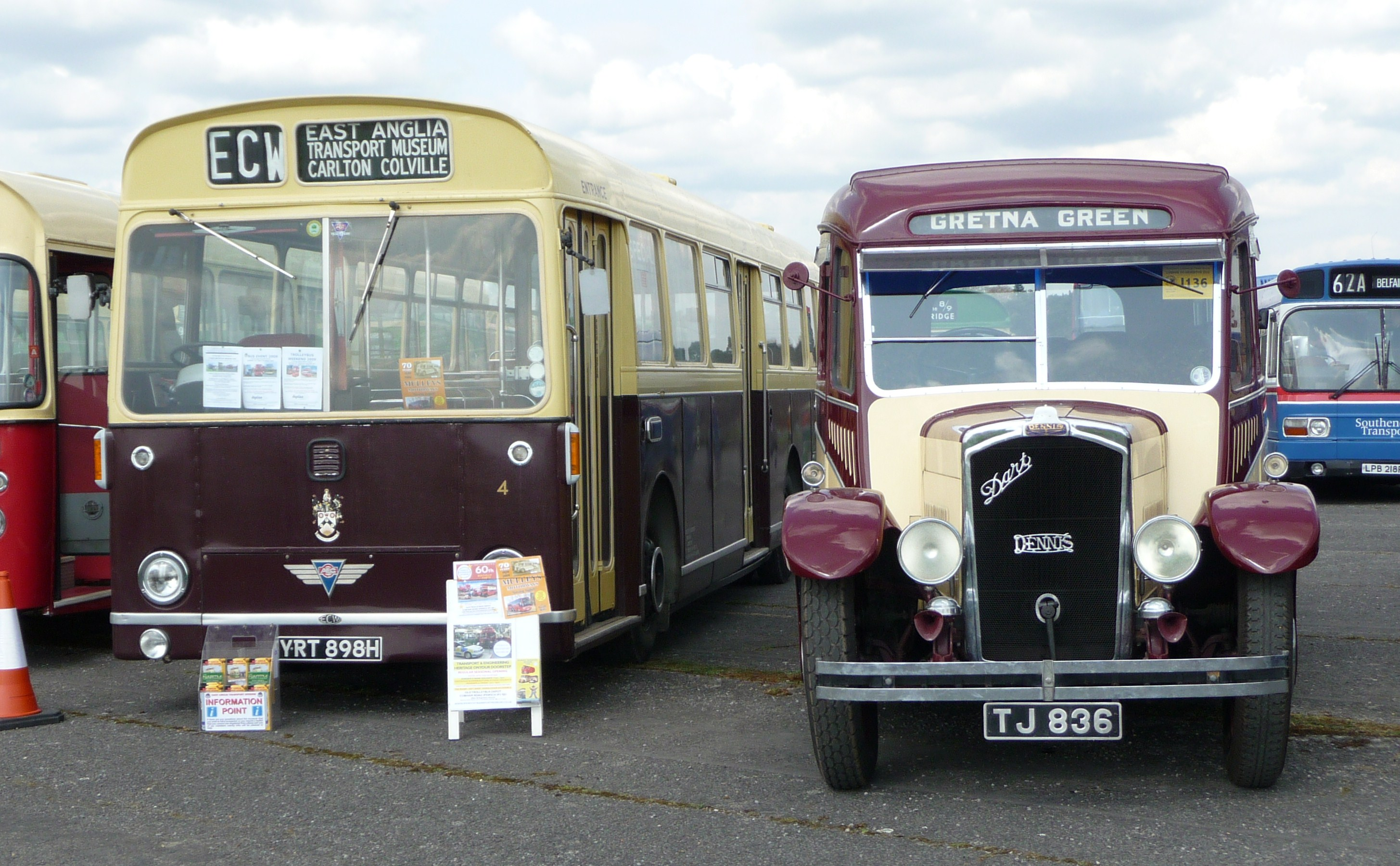
Dennis Dart
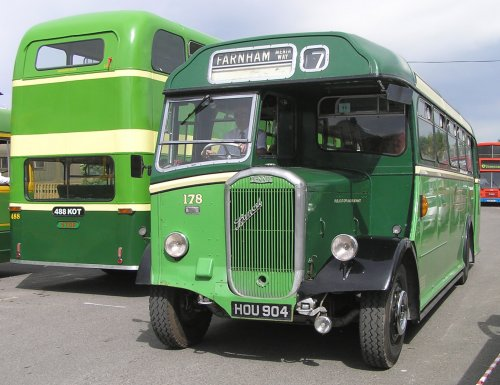
Dennis Lancet
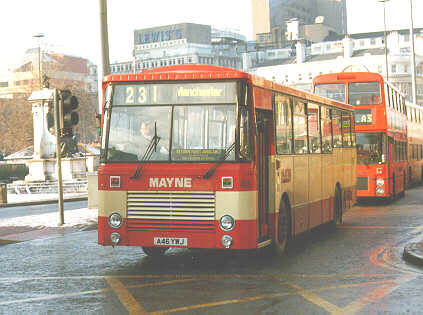
Dennis Falcon
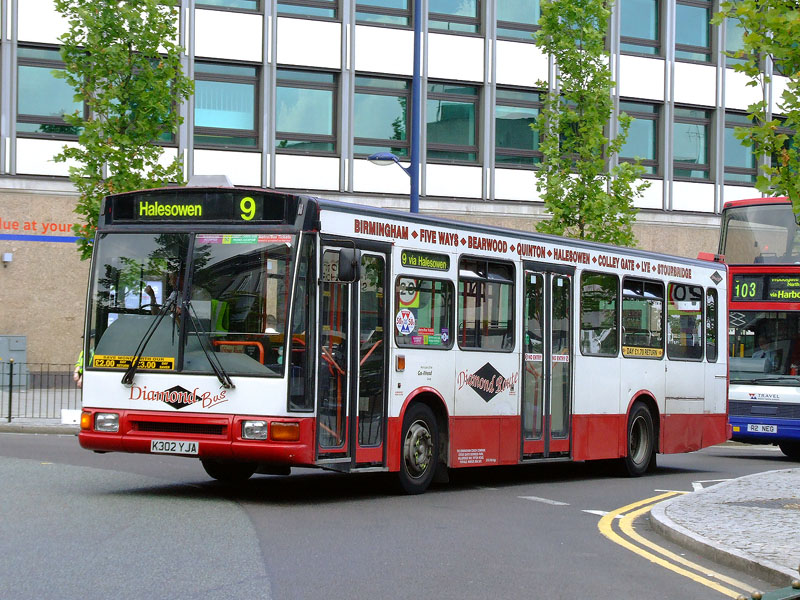
Dennis Lance
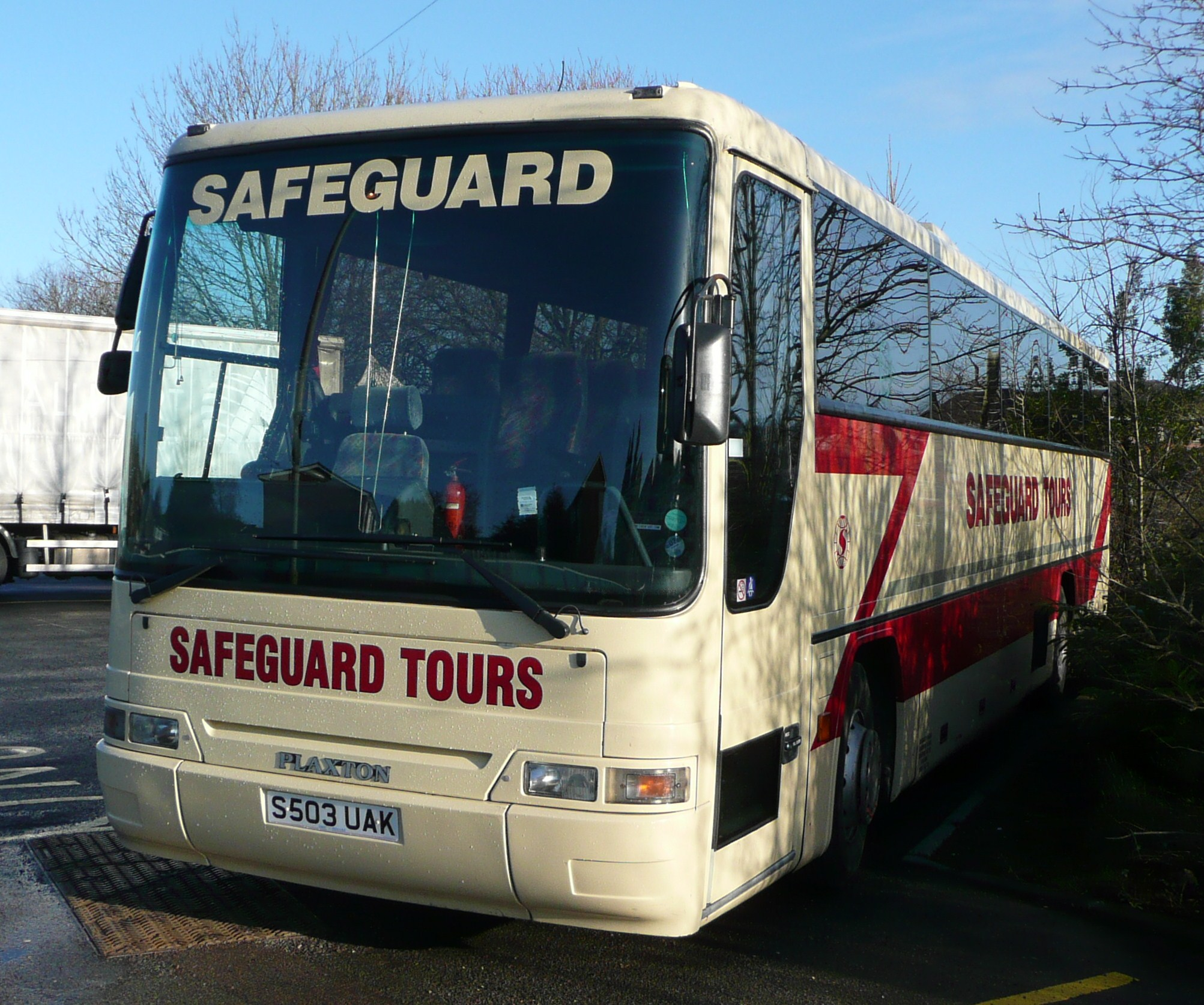
Dennis Javelin
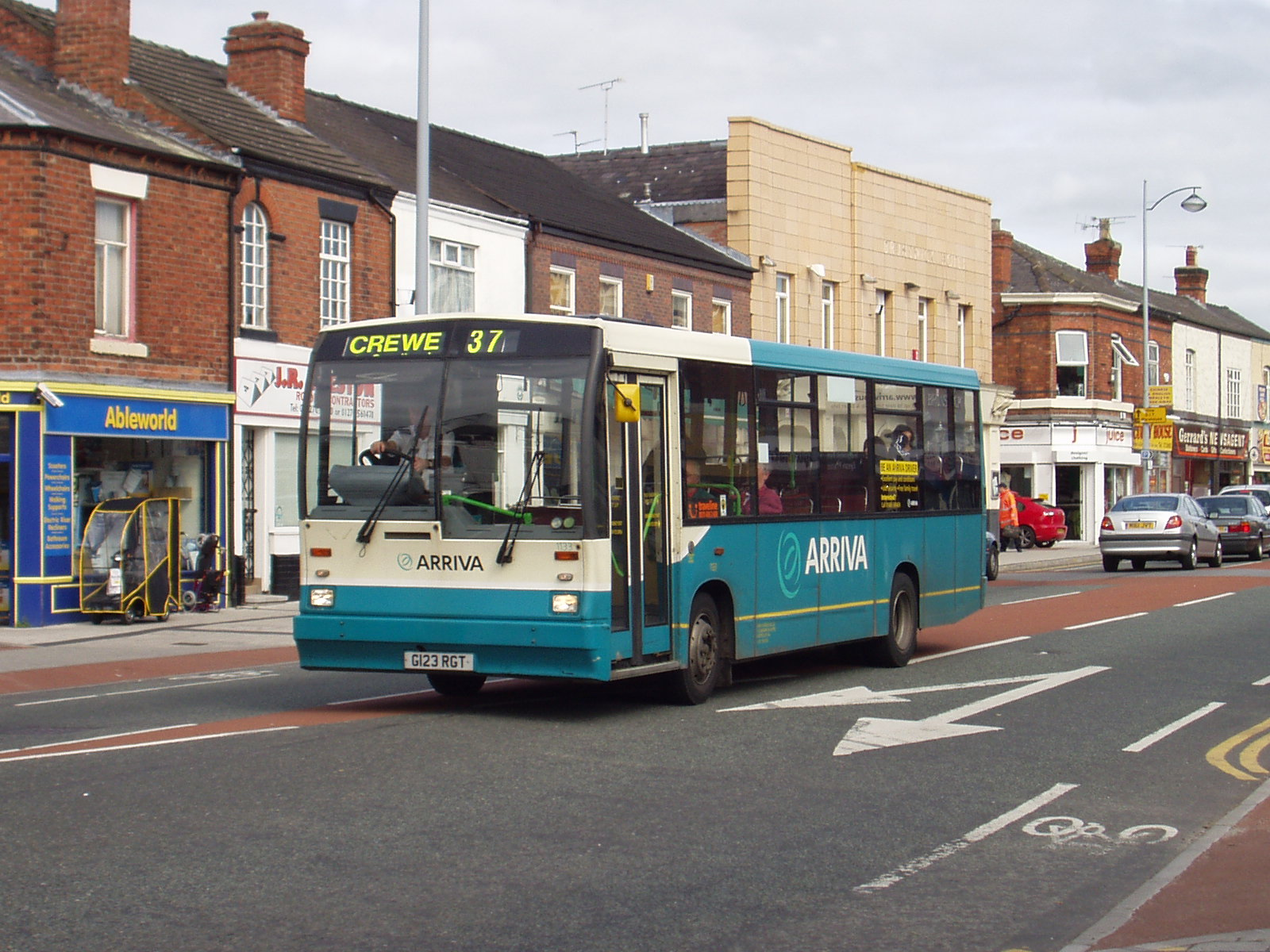
Dennis Dart mit Duple-Dartline-Aufbau

#### Doppeldeckbusse
Mit dem 1928 erschienenen H brachte Dennis sein erstes, speziell für Doppeldeckbusse ausgelegte Chassis auf den Markt. Ergänzt wurde die Reihe 1929 durch den HS und 1930 durch den HV. Vom H wurden lediglich 21 Stück gebaut.
Im Jahr 1930 erschien bereits der Nachfolger des H, der Lance. Ebenfalls mit einem vorn stehenden Motor ausgerüstet, hatte er das für britische Busse der 1930er bis 1950er Jahre typische Erscheinungsbild britischer Busse mit halbseitiger (schmaler) Fahrerkabine neben dem vorn stehenden Motor. Diese ermöglichte einerseits dem Fahrer eine gute Rundumsicht, erleichterte andererseits den Zugang zum Motor.
Dennis baute zwischen 1958 und 1967 den Dennis Loline, einen Doppeldeckerbus, der auf dem Bristol Lodekka basierte. Dennis modifizierte jedoch das Chassis und baute teilweise andere Komponenten ein. China Motor Bus in Hongkong stellte 1963 die ersten Loline in Dienst, der Bus war der erste Doppeldeckertyp, der in der damaligen britischen Kronkolonie eingesetzt wurde. Nach Auslaufen der Produktion des Loline stellte Dennis eine Zeit lang keine weiteren Doppeldecker mehr her.
Der Wiedereinstieg in diesen Markt gelang 1977 mit dem Jubilant, der speziell für den Markt in Hongkong entworfen worden war und auch nur dort zum Einsatz kam. Dennis konnte 380 Jubilant verkaufen.
Ebenfalls 1977 brachte Denis den Dominator heraus. Dieser Bus war der erste Bus von Dennis mit hinten liegendem Motor. Nach 1007 Bussen endete dessen Produktion 1996. Eingesetzt wurde der Typ von verschiedenen Betreibern im Vereinigten Königreich und in Hongkong.
Ebenfalls speziell für den Betrieb in Hongkong wurde der dreiachsige Dragon entwickelt, der von 1982 bis 1999 gebaut wurde. Er basierte auf dem Rahmen des Domiator, erhielt aber vor der Hinterachse eine zusätzliche, nicht angetriebene Achse und wurde auch mit Motoren von Cummins angeboten. Der Bus konnte auch nach Malawi und Kenia verkauft werden.
Zwischen 1995 und 1998 fertigte Dennis den Arrow, eine Doppeldeckerausführung des Lance, der auch zunächst als double-deck Dennis Lance vermarktet wurde. Von diesem Typ konnten nur 73 Stück abgesetzt werden.
Abgelöst wurde der Arrow vom Trident 2, dem ersten Niederflur-Doppeldeckerbus von Dennis. Ab 2001 hieß der Bus TransBus Trident, ab 2004 Alexander Dennis Trident 2. Der Motor des Busses ist unterflur auf der rechten Seite (Rechtslenker für Linksverkehr) zwischen den Achsen angeordnet. Von dem Bus erschien als Trident 3 auch eine dreiachsige Ausführung. Diese Variante wurde speziell für den Markt in Hongkong entwickelt, konnte aber auch nach Kanada, Singapur und die USA exportiert werden.
Aus dem weiterentwickelten Chassis des Trident 2 ging 2005 der Alexander Dennis Enviro400 hervor.

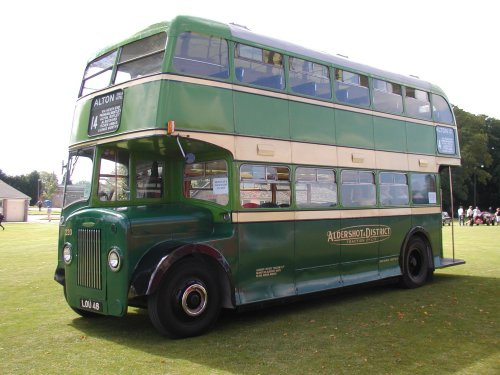
Dennis Lance
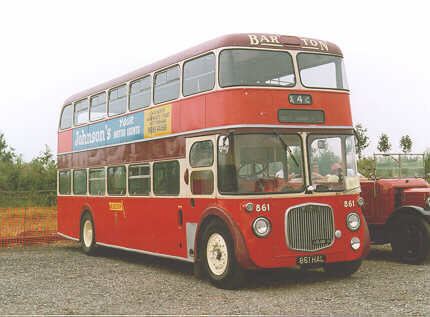
Dennis Loline
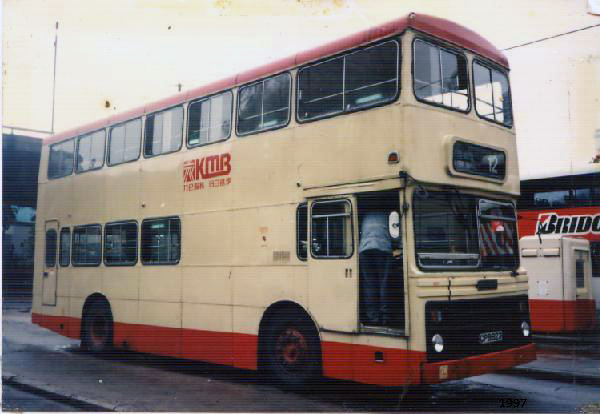
Dennis Jubilant
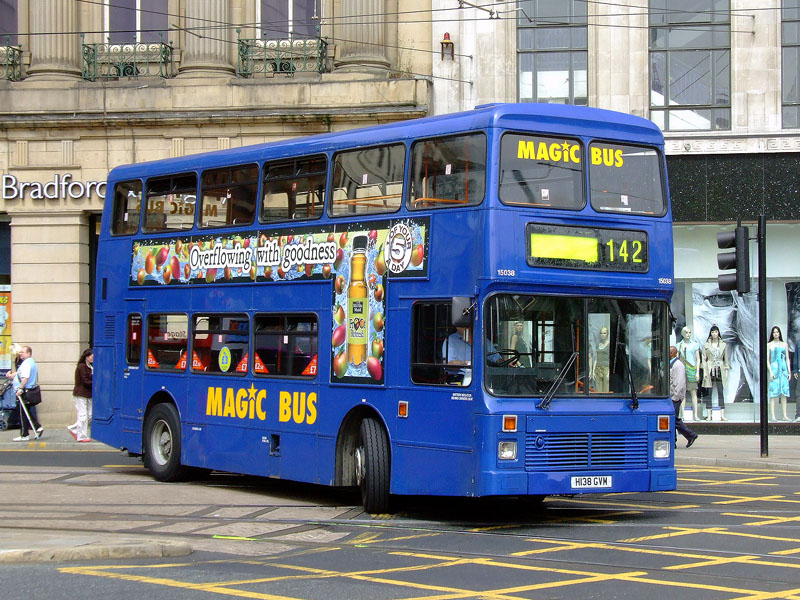
Dennis Dominator
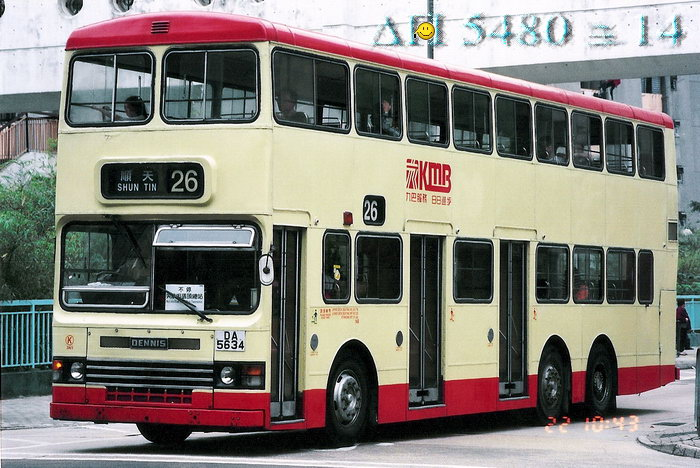
Dennis Dragon
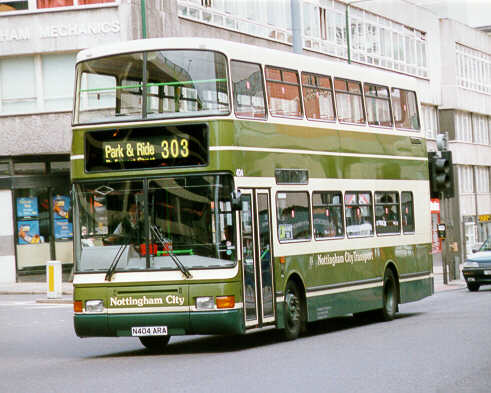
Dennis Arrow
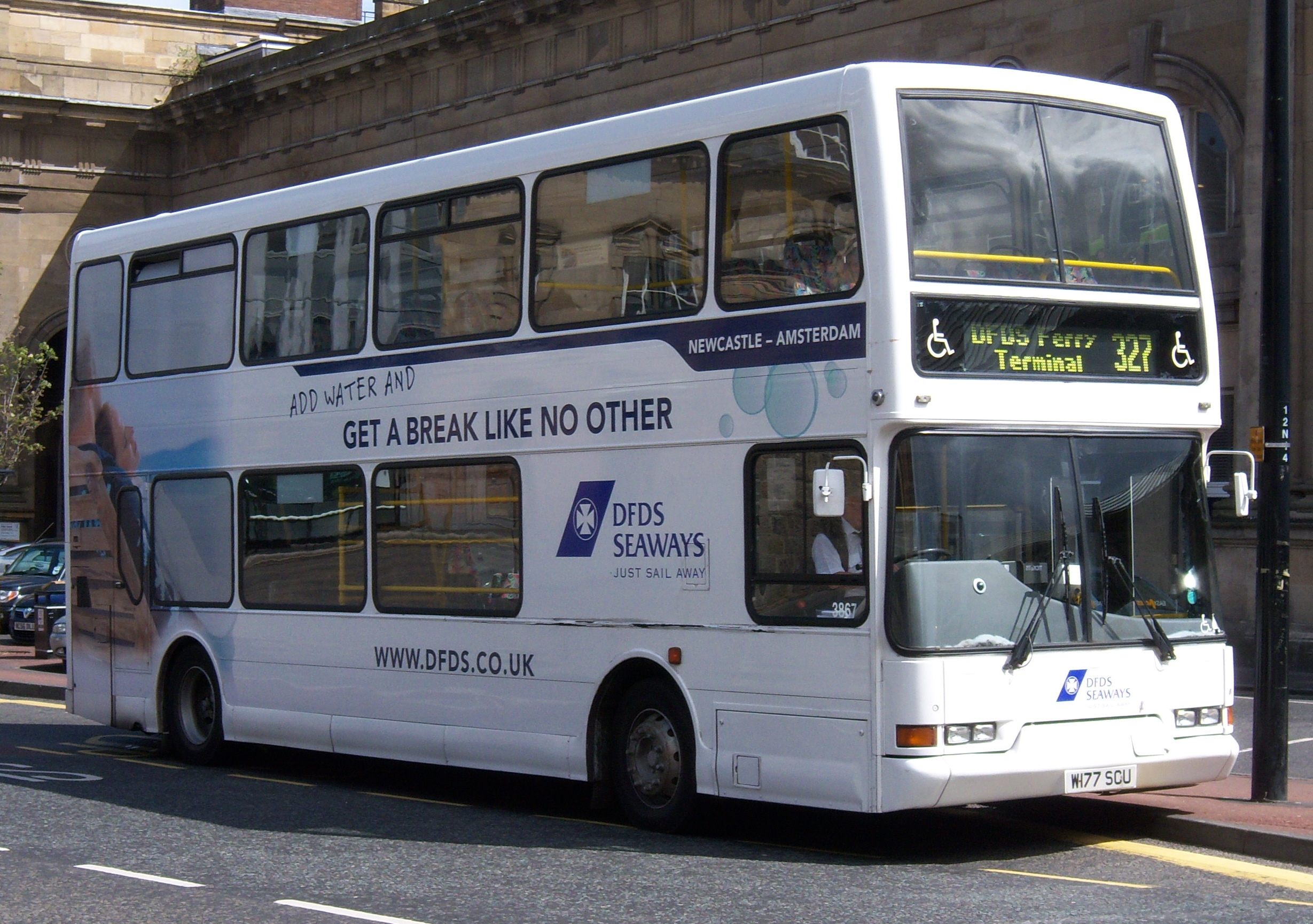
Dennis Trident 2
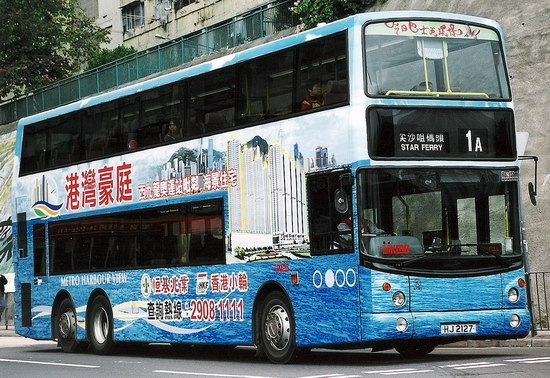
Dennis Trident 3
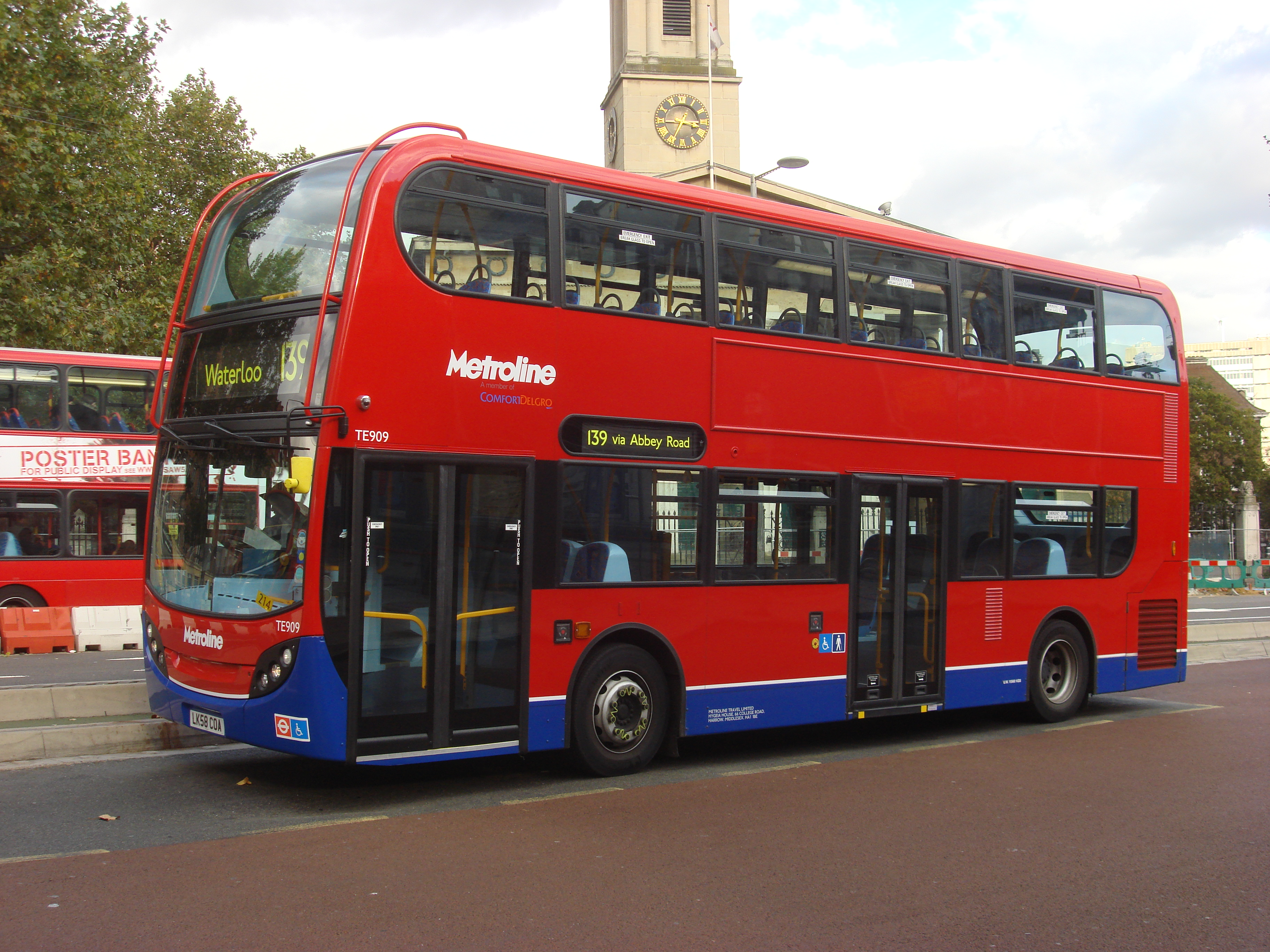
Alexander Dennis Enviro400

### Nutzfahrzeuge

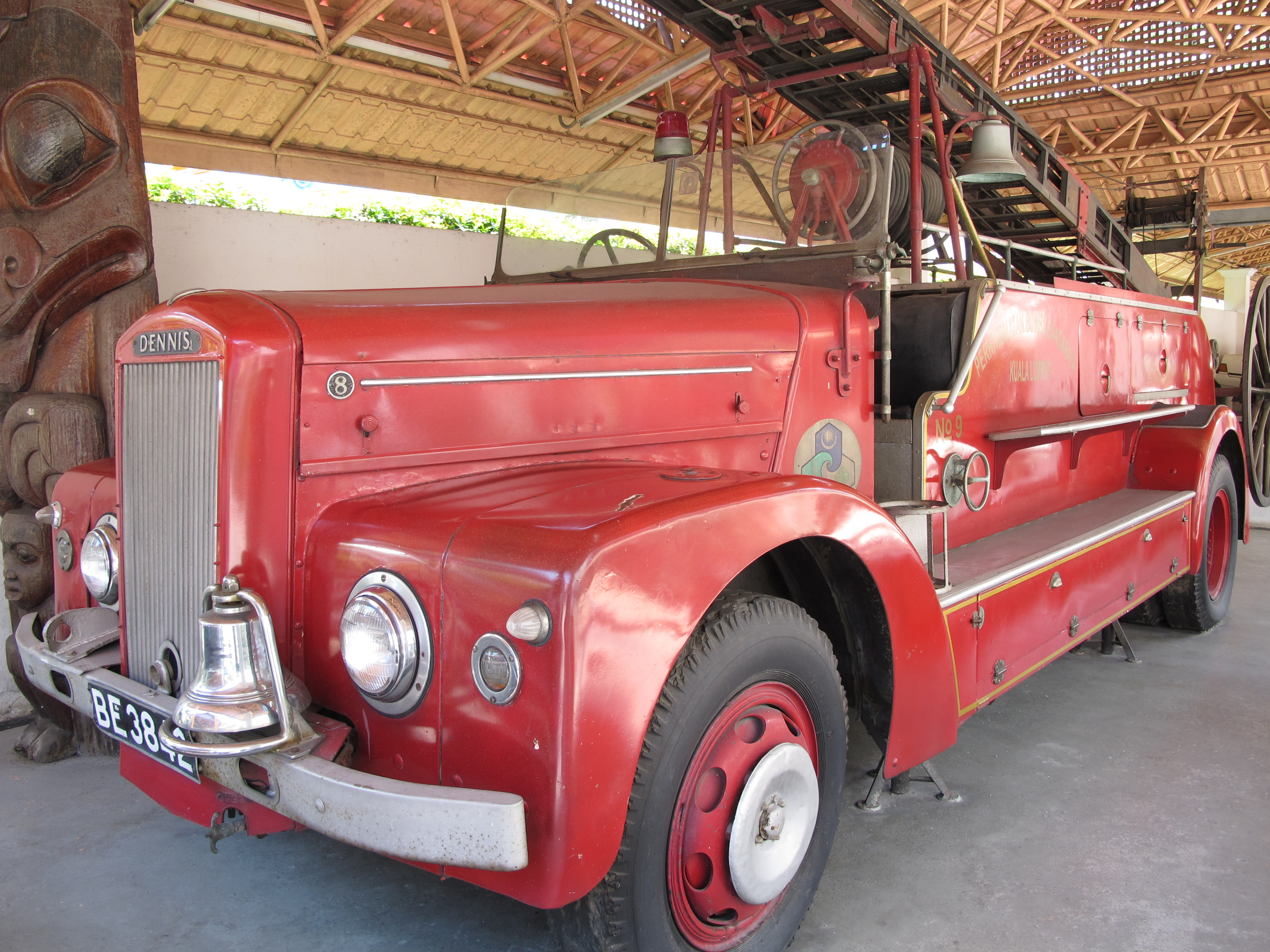
Dennis-RR-B80-50A